# Nibal Thawabteh
Nibal Thawabteh (árabe : نبال ثوابتة) é uma ativista palestiniana dos direitos das mulheres. Foi a primeira mulher eleita para o Conselho da Aldeia de Beit Fajjar.
Em 2008, Nibal recebeu o Prémio Internacional Mulheres de Coragem. 

## Biografia
Thawabteh foi a primeira mulher eleita para o Conselho da Aldeia de Beit Fajjar, onde serviu durante sete anos. Nibal desenvolveu o seu próprio manual de formação e ofereceu-se para ajudar outras mulheres a obter lugares no conselho. Em 2005, fundou o jornal mensal Al Hal (em português A Situação), que aborda questões controversas, incluindo incesto, poligamia, crimes de honra, casamentos ilegais, lesbianismo e a situação dos pobres. Em 2008, foi editora-chefe do jornal e redatora. Na primeira edição do jornal, colocou a foto de Amina Abbas, esposa de Mahmoud Abbas, na capa, o que gerou muita polémica; segundo Nibal, foi a primeira vez que a imagem de Amina foi exposta publicamente. Nibal também chamou a atenção para questões sociais, através da escrita de guiões para televisão, sobre assuntos que incluem a situação das mulheres analfabetas, bem como escrevendo e produzindo documentários sobre assuntos como o suicídio entre mulheres palestinianas.  Nibal também deu aulas de jornalismo de investigação e escrita criativa. 
Em 2008, Nibal recebeu o Prémio Internacional Mulheres de Coragem em 2008.  
Em 2015, foi Diretora do Centro de Desenvolvimento de Comunicação Social da Universidade Birzeit, que se preocupava com a política nacional de comunicação social  da Palestina. 